# Buxus (materiale)
Il buxus è stato un materiale di rivestimento ideato e prodotto in regime di autarchia, dal 1928, dalle Cartiere Giacomo Bosso di Mathi.
Il buxus, ideato da Giacomo Bosso e il figlio Valentino, si inseriva nella filiera cartiera, convertendo la carta in un materiale malleabile.
Utilizzato come rivestimento di oggetti in legno in sostituzione della impiallacciatura, fu impiegato da architetti, designer e artisti quali Giuseppe Pagano, Gino Levi-Montalcini, Augusto Černigoj e Fortunato Depero.
Il nuovo materiale fu impiegato unicamente durante il ventennio fascista e il suo utilizzo non andò oltre i confini d'Italia.